# Волфино (Сумская область)
Волфино (укр. Волфине) — село, Белопольская городская община, Сумский район, Сумская область, Украина.

## Географическое положение
Село Волфино находится между реками Волфа и Павловка. На расстоянии до 1,5 км расположены сёла Рогозное, Нескучное и Шпиль. Село находится на границе с Россией, на российской стороне находятся посёлок Краснооктябрьский и село Волфино. Через село проходит железная дорога, станция Волфино, на которой расположен украинский железнодорожный пункт пропуска через границу .

## История
В ходе Великой Отечественной войны селение находилось под немецкой оккупацией.
После провозглашения независимости Украины село оказалось на границе с Россией, здесь был оборудован пограничный переход, который находится в зоне ответственности Сумского пограничного отряда Восточного регионального управления ГПСУ.
Население по переписи 2001 года составляло 317 человек.
18 февраля 2015 года по распоряжению Кабинета министров Украины пограничный переход был закрыт.